# Acalypta gracilis
Acalypta gracilis är en insektsart som först beskrevs av Franz Xaver Fieber 1844.  Acalypta gracilis ingår i släktet Acalypta, och familjen nätskinnbaggar. Arten är reproducerande i Sverige.